# Дештахат
Дештахат (также Дештагат; азерб. Deşdahat) — село в административно-территориальном округе села Башарат Губадлинского района Азербайджана.

## История
В ходе Первой карабахской войны, в 1993 году село было занято армянскими вооружёнными силами, и до 2020 года находилось под контролем непризнанной НКР. После вооружённого конфликта, произошедшего осенью 2020 года, село вернулось под контроль Азербайджана.

## Топонимика
Село было основано семьями покинувшими село Бёюк-Хат (ныне Хат) и поселившимися в местности под названием Дешт. Слово «дешт» в иранских языках означает степь.